# Музаффар-шах I
Музаффар-шах I (30 червня 1342 — 1411)  — 2-й султан Гуджарату у 1407—1411 роках. підкорив усі індуїстські князівства регіону Гуджарат.

## Життєпис

### Малік
Походив з південнопенджабського клану Танк, що належав до раджпутів або касти хатрі (торгівці або виробників шовку). Син Садгарану, ваджих-аль-мульк — сановника при дворі делійського султана Фіроз Шаха Туґхлака. Кар'єра його стрімко пішла в гору, коли він надав султану щиру гостинність, видав за того свою сестру та прийняв іслам.
Народився 1342 року в Шерґарсі, отримавши ім'я Зафар-хан. Замолоду брав участь у військових кампаніях султанських військ. 1391 року призначається маліком (намісником) Гуджарату. Але там на той час з 1377 року панував Фархат-уль-Мульк Расті Хан, що був фактично незалежним. Зафар-хан у битві біля села Камбой (поблизу Патану) завдав поразки Расті Хану, який загинув. На дяку отримав титул музаффар-хан, під яким став в подальшому відомий. На місці битви заснував місто Джітпур (Місто перемоги).
З 1392 році в Делійському султанаті почалася боротьба за владу, що дозволило Музаффар-хану стати фактично незалежними. 1393 року завдав поразки Ранвал Бхалсуру, раджи Ідару, що визнав владу маліка. Потім відбив напад Аділ Хана, еміра Асір-Бурханпура, на Султанпур і Нандурбар. 1394 року переміг Мокаласімху Чудасаму, раджу Саураштри, якого змусив перенести свою столицю з Джунаґадха до Ванталі . 
За цим рушив на храм Сомнатх, який зруйнував, побудувавши на його місті мечеть Джумма. В місті Паттан Соманатх заснував посаду тхана (представника). Потім рушив на Манду в Малаві, але не зміг захопити це місто. 1395 року відступив від міста, взявши данину. Потім атакував коаліцію раджпутських князівств Самбхара, Дандвана, Делвада і Джалавада, яким завдав поразки. 1396 року повернувся до Гуджарату.
1396 року відправив військо на чолі із сином Татар Ханом захопити Делі, але той зазнав поразки біля Паніпату від Ікбал Хана Лоді. У 1397 і 1398 роках Музаффар-хан здійснив походи проти князівства Ідар та Сомнатху, що намагалися скинути мусульманське ярмо. 1399 року надав прихисток делійському султану Махмуд-шаха Туґлаку, який втік перед наступом військ. чагатайського аміра Тимура. Разом з тим відмовився йти на Делі.

### Султан
У 1403 році Татар Хан закликав свого батька здійснити похід на Делі, але той відмовився. У відповідь той повалив Музаффар-хана, захопивши владу. Його було запроторено до Ашавалі. 1404 року після раптової смерті сина повернув собі владу.
Відправив брата Шамса-хана Дандані проти раджпутського князівства Наґор. 1407 року прийняв ім'я Музаффар-шаха та офіційний титул султана. Почав карбувати власнні монети за делійським зразком. Невдовзі виступив проти Хошанг Шаха, султана Малави, якого підозрювали в отруєнні свого батька Амід-шаха, що був другом Музаффар-шаха. Втім це було швидше привід. Хошанг Шаху було завдано поразки та полонено. Малавський султанат опинився під зверхністю Гуджарату. 1408 року на прохання свого онука Ахмад-хана звільнив Хошанг Шаха, який рушив до Малави, де став боротися з братом Муса-ханом.
1409 року запобіг нападу на володіння Махмуд-шах Туґлака з боку джаунпурського султана Ібрагім-шаха Шаркі. Потім придушив повстання в Канткоті у регіоні Катч. За різними відомостями 1410 року зрікся влади на користь онука Ахмед-хана, за іншою версією 1411 року останній змусив діда випити отруту.